# Тухта
Тухта (устар. Тюхта) — река в России, протекает по Мурманской области. Устье реки находится в 26 км по левому берегу реки Колы. Длина реки составляет 36 км, площадь водосборного бассейна 295 км².

## Данные водного реестра
По данным государственного водного реестра России относится к Баренцево-Беломорскому бассейновому округу, водохозяйственный участок реки — Кола, включая озеро Колозеро. Речной бассейн реки — бассейны рек Кольского полуострова, впадает в Баренцево море.
Код объекта в государственном водном реестре — 02010000512101000002863.